# Amt Oeversee
La comunità amministrativa di Oeversee (Amt Oeversee) si trova nel circondario di Schleswig-Flensburgo nello Schleswig-Holstein, in Germania.

## Suddivisione
Comprende 3 comuni:
1. Oeversee (3 473)
2. Sieverstedt (1 644)
3. Tarp (6 037)

Il capoluogo è Tarp.